# Pegel

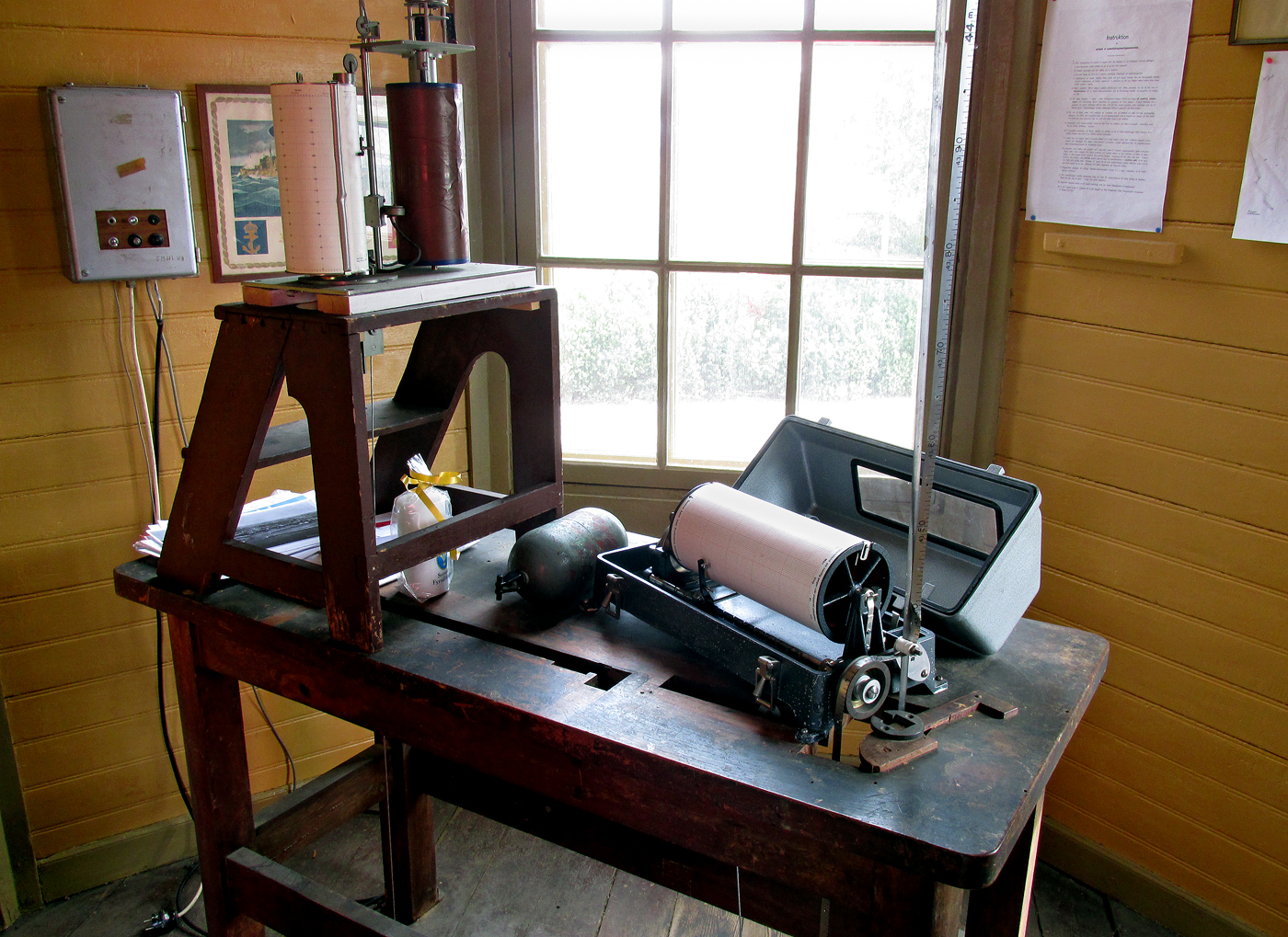
Pegel i "pegelhuset" vid Ystads gamla fyr.

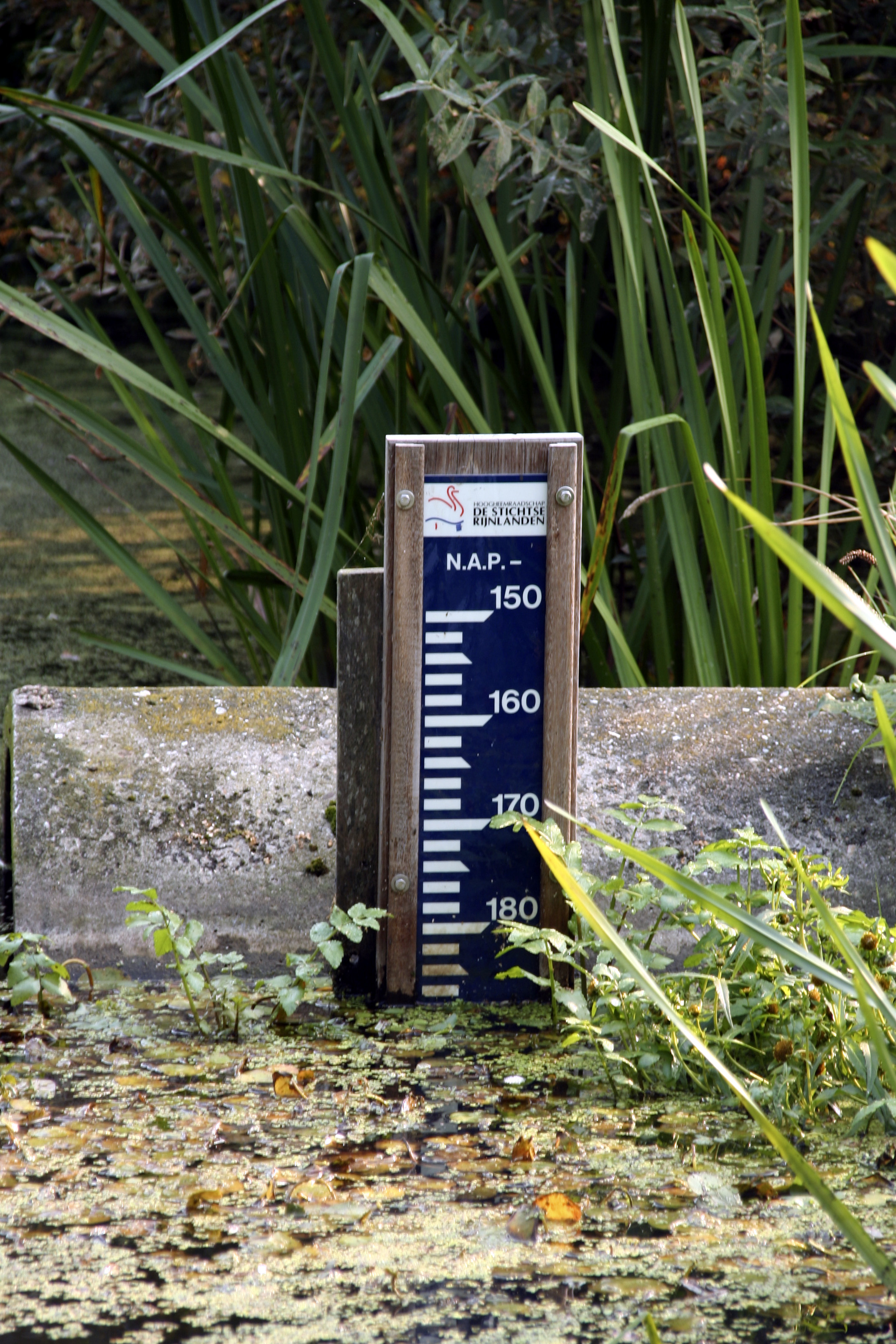
Pegel i Woerden (Nederländerna), där vattenståndet är 190 cm under havsnivå.

Pegel (från tyskans pegel = nivå) är en vattenståndsmätare, som kan finnas i sjöar eller hav. 
Pegeln består i allmänhet av en fast skala på vilken man kan avläsa vattenytans höjd. I en pegel, som är försedd med registreringsverk finns en flottör, vars rörelse registreras.
En omvänd pegel kan finnas på bropelare och liknande. På dem avläser man segelfri höjd stället för vattenstånd.